# Psilonyx annulatus
Psilonyx annulatus là một loài ruồi trong họ Asilidae. Psilonyx annulatus được Say miêu tả năm 1823.